# Bălcăuți (Rumunia)
Bălcăuți (ukr. Балківці, Bałkiwci) – wieś w Rumunii, w okręgu Suczawa, w gminie Bălcăuți. W 2011 roku liczyła 1425 mieszkańców.